# Angela Hobrig

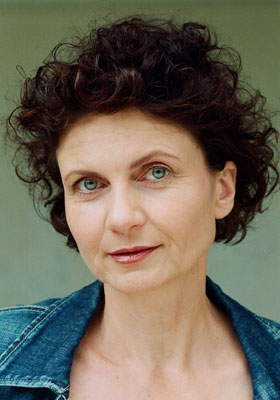
Angela Hobrig

Angela Hobrig (* 27. November 1964 in Zschopau) ist eine deutsche Schauspielerin.

## Leben
Angela Hobrig wuchs als eines von vier Kindern im Schlößchen Porschendorf in Schlößchen auf. Im Alter von 17 Jahren wurde sie an der Hochschule für Film und Fernsehen „Konrad Wolf“ in Potsdam-Babelsberg für den Studiengang Schauspiel immatrikuliert. Dort begann sie nach dem Abitur sowie einem freiwilligen Jahr im Kulturmanagement der Stadt Zschopau ihr vierjähriges Schauspielstudium, das sie mit Hochschuldiplom abschloss.
Erste Engagements führten sie an die Theater nach Senftenberg, Gießen und Heidelberg, bevor sie einige Jahre lang Protagonistin am Berliner Kriminaltheater und am Kabarett Die Kneifzange wurde. Sie spielte seither in zahlreichen Kino- und Fernsehproduktionen, unter anderem unter der Regie von Volker Schlöndorff, Dieter Wedel, Matti Geschonneck, Franz Xaver Bogner. Sie arbeitet zudem als Synchron- und Hörbuchsprecherin.
Angela Hobrig lebt in Berlin und hat einen erwachsenen Sohn (* 1990). Neben ihrem Beruf als Schauspielerin ist sie seit 1994 Inhaberin einer von ihr gegründeten Schauspielagentur.

## Filmografie (Auswahl)

### Kino
- 1997: Pauls Reise
- 1999: Die Stille nach dem Schuss
- 1999: Route 69
- 2000: Bis zum letzten Mann
- 2005: Herzentöter
- 2006: Free Rainer
- 2007: DDR – DDR
- 2009: Tharandt
- 2010: Wunschkinder

### Fernsehen
- 1989: Polizeiruf 110 – Eine unruhige Nacht (Fernsehreihe)
- 1994: Derrick – Gesicht hinter der Scheibe (Fernsehreihe)
- 1994: Ein Fall für zwei – Das fremde Herz (Fernsehreihe)
- 1997: Derrick – Der Mord, der ein Irrtum war (Fernsehreihe)
- 1998: Polizeiruf 110 – Hetzjagd
- 1998: Polizeiruf 110 – Tod und Teufel
- 1998: Tatort – Allein in der Falle (Fernsehreihe)
- 1998: Polizeiruf 110 – Todsicher
- 1999: Die Rettungsflieger (Fernsehserie, 1 Folge)
- 2000: Tatort – Die Möwe
- 2000: Der Bulle von Tölz: www.mord.de
- 2000–2002: Im Namen des Gesetzes (Fernsehserie)
- 2003: Der letzte Zeuge – Der Tag, an dem ein Vogel vom Himmel fiel (S05/E01)
- 2004–2006: München 7
- 2006: Pfarrer Braun: Kein Sterbenswörtchen
- 2008: Der Bulle von Tölz: Der Zauberer im Brunnen
- 2012: Die sechs Schwäne
- 2024: Kati – Eine Kür, die bleibt (Fernsehfilm)

## Theater (Auswahl)
- 1988: Der Furz; R: Monika Querndt (Theater Senftenberg)
- 1988: Die Schneekönigin; R: Jens Hercher (Theater Senftenberg)
- 1998: Die Kupplerin; R: Jens Hercher (Theater Senftenberg)
- 1988: Antigone; R: Jens Hercher (Theater Senftenberg)
- 1988: Philoktet; R: Thomas Bischoff (Theater Senftenberg)
- 1988: Die Zofen; R: Thomas Bischoff (Theater Senftenberg)
- 1989: Der Streit; R: Kai Festersen (Theater Senftenberg)
- 1989: Jeder gegen Jeden; R: Jens Hercher (Theater Senftenberg)
- 1989: Liebe Jelena Sergejewna; R: Bruno Zieme (Theater Senftenberg)
- 1989: Clownsspiele; R: Jens Hercher (Theater Senftenberg)
- 1990: Amadeus; R: Heinz Klevenow (Theater Senftenberg)
- 1991: Die verzauberten Brüder; R: Anne Hoffmann (Theater Gießen)
- 1992: Andorra; R: Hubert Habig (Theater Heidelberg)
- 1992: Zimmer frei; R: Hubert Habig (Theater Heidelberg)
- 1992: Das war der Hirbel; R: Hubert Habig (Theater Heidelberg)
- 1993: Ein Kranich im Schnee R: Hubert Habig (Theater Heidelberg)
- 1993: Iphigenie; R: Jasmin Hoch (Theater Heidelberg)
- 1993: Baal; R: Hubert Habig (Theater Heidelberg)
- 2002–2007: Die Mausefalle; R: Wolfgang Rumpf (Berliner Kriminaltheater)
- 2003–2005: Zeugin der Anklage; R: Wolfgang Rumpf (Berliner Kriminaltheater)
- 2003–2007: Verarscht nach Quoten; R: Wolfgang Rumpf (Kabarett Kneifzange)